# Heróis da Resistência
Heróis da Resistência foi uma banda brasileira de rock formada por Leoni (voz e baixo), Jorge Shy (guitarra, ex-Tokyo), Lulu Martin (teclados) e Alfredo Dias Gomes (bateria) no Rio de Janeiro, em 1986.
Após sua tumultuada saída do grupo Kid Abelha, do qual era baixista e o principal compositor, Leoni fundou o grupo, com o qual lançou três LPs, todos pela WEA.
Os maiores sucessos da banda foram as músicas "Dublê de Corpo", "Esse Outro Mundo", "Só Pro Meu Prazer", "Nosferatu", "O Que Eu Sempre Quis" e "Diga Não".

## História
Em 1986, com a vontade de cantar sua próprias canções, o músico Leoni deixa o Kid Abelha e resolve montar uma nova banda, os Heróis da Resistência, no qual era vocalista e baixista. No mesmo ano, saía o primeiro disco, Heróis da Resistência, produzido por Liminha. Em pouco tempo, Leoni aparecia na televisão, à frente da banda, cantando sucessos nacionais como a lírica "Dublê de Corpo", a funkeada "Nosferatu", a derramada "Esse Outro Mundo" e a balada clássica "Só Pro Meu Prazer". Em pouco tempo, o álbum chegava ao status de Disco de Ouro e "Só Pro Meu Prazer" entraria para a trilha sonora da novela global Hipertensão.
Com a confiança da gravadora, gravam o segundo disco em Los Angeles, nos Estados Unidos, onde passaram alguns meses compondo, testando e gravando. Lançado em 1988 pela Warner Music, Religio não fez o mesmo sucesso de seu antecessor e “Silêncio”, composta a partir de uma base criada por Liminha, foi o single que conseguiu alguma visibilidade nas rádios e programas de TV. Após a gravação do segundo disco, houve uma segunda formação da banda, quando Martin e Dias Gomes deixaram o grupo, entrando em seu lugar, o baterista Cadu Vasconcellos, que, no entanto, não duraria muito tempo, sendo substituído por Edmardo Galli.
A terceira formação oficial foi formada com o baterista Galli, ao lado de Leoni e Jorge Shy. O trio foi responsável pela gravação e produção juntamente com Ricardo Garcia do disco Heróis Três (gravado no estúdio Nas Nuvens em 1990) e que teve sucessos como "Canção da Despedida", "Diga Não", "O que Eu Sempre Quis" e "Um Herói que Mata". Este disco flerta com o hard rock, com riffs e solos de guitarra elaborados.[carece de fontes?]
Os Heróis da Resistência ainda tiveram uma quarta formação após o desligamento do guitarrista fundador Jorge Shy em 1992, com as entradas de Pablo Uranga (guitarra) e Humberto Barros (teclados).
Conforme o tempo passou, e os objetivos dos integrantes ficaram diferentes, a gravadora não renovou o contrato com o grupo, a banda se desfez e, em 1993, Leoni partiu para a carreira solo.
Em 2001, a primeira coletânea da banda, E-collection, foi lançada pela gravadora Warner Music.

## Discografia

### Álbuns de estúdio
- 1986 - Heróis da Resistência
- 1988 - Religio
- 1990 - Heróis Três

### Coletâneas
- 1996 - Grandes Hits'
- 2001 - E-collection